# مجموعة هملايا

هذا الرسم البياني يقارن العناصر المدارية والأحجام النسبية لأعضاء مجموعة هملايا. المحور الأفقي يبين متوسط المسافة بينهم وبين كوكب المشتري، والمحور الرأسي يوضح الميل المداري، وتوضح الدوائر الأحجام النسبية لكل قمر.
.

هذا الرسم البياني يوضح جميع الأقمار غير النظامية التابعة لكوكب المشتري. وتتزاحم مجموعة هملايا معاً بالقرب من أعلى الرسم البياني.وضع الجرم على المحور الأفقي يشير إلى مقدار بعده عن المشتري. المحور العمودي يشير إلى ميلها. يشار إلى اللا مركزية أو الشذوذ المداري بالأشرطة الصفراء التي توضح الحد الأقصى والأدنى للمسافات من كوكب المشتري. الدوائر لتوضيح حجم الجرم مع مقارنة للآخرين حسب أحجامهم النسبية.
.

مجموعة هملايا هي مجموعة من الأقمار غير النظامية تتحرك بحركة تراجعية وهي تابعة لكوكب المشتري.
تتبع هذه المجموعة مدارات مشابهة لمدار القمر هملايا ويعتقد أن يكون لهم جميعاً أصل مشترك.
أعضاء المجموعة المعروفة هي (بالترتيب حسب بعد المسافة من كوكب المشتري):
- ليدا.
- هملايا. (أكبر الأقمار، والتي أعطت اسمها للمجموعة)
- ليسيثيا.
- بانديا.
- إلارا.

التقدير الأولي لمدار القمر الصناعي إس/2000 جيه 11 الذي تم اكتشافه مؤخراً مكنه من التأهل ليصبح عضواً في مجموعة هملايا (اتضح أنه لديه زاوية الميلان نفسها، ونصف محور رئيسي أكبر قليلاً ) 
ولكن مداره ما زال غير معروف بدقة كافية ولم يتم حساب عناصره المدارية إلى حد الآن.
الاتحاد الفلكي الدولي خصص أسماء في (-a) لأقمار هذه المجموعة.